# Чемпионат мира по биатлону 1987
В 1987 году прошло два чемпионата мира по биатлону:
23-й чемпионат мира по биатлону среди мужчин прошёл в Лейк-Плэсиде (США).
4-й чемпионат мира по биатлону среди женщин прошёл в Лахти (Финляндия).

## 23-й чемпионат мира по биатлону среди мужчин

### Спринт 10 км
| Место | Страна   | Спортсмен         | Время   | Стр. |
| ----- | -------- | ----------------- | ------- | ---- |
| 1     | ГДР      | Франк-Петер Рёч   | 29,49.6 | 0+1  |
| 2     | ГДР      | Матияс Якоб       | 30,38.8 | 0+2  |
| 3     | ГДР      | Андре Земиш       | 30,55.4 | 1+1  |
| 4     | СССР     | Дмитрий Васильев  | 30,59.6 | 0+0  |
| 5     | СССР     | Валерий Медведцев | 31,31.1 | 2+2  |
| 6     | СССР     | Юрий Кашкаров     | 31,36.1 | 3+0  |
| 7     | Болгария | Владимир Величков | 31,36.4 | 0+1  |
| 8     | Австрия  | Франц Шулер       | 31,38.1 | 1+2  |
| 9     | Швеция   | Роджер Вестлинг   | 31,49.1 | 0+1  |
| 10    | Болгария | Спас Слатев       | 31,53.8 | 0+0  |

### Индивидуальная гонка на 20 км
| Место | Страна       | Спортсмен         | Время     | Стр.    |
| ----- | ------------ | ----------------- | --------- | ------- |
| 1     | ГДР          | Франк-Петер Рёч   | 1:00,00.4 | 0+1+0+0 |
| 2     | США          | Джош Томпсон      | 1:00,51.0 | 0+0+0+1 |
| 3     | Чехословакия | Ян Матуш          | 1:01,15.3 | 0+0+0+0 |
| 4     | СССР         | Валерий Медведцев | 1:02,00.1 | 0+1+0+1 |
| 5     | СССР         | Юрий Кашкаров     | 1:02,35.9 | 1+0+0+1 |
| 6     | Финляндия    | Тапио Пийппонен   | 1:02,52.7 | 0+0+0+0 |
| 7     | ФРГ          | Петер Ангерер     | 1:02,56.2 | 0+1+0+1 |
| 8     | ФРГ          | Эрнст Райтер      | 1:03,44.1 | 0+0+0+1 |
| 9     | ФРГ          | Фриц Фишер        | 1:03,52.1 | 0+0+1+1 |
| 10    | Чехословакия | Жири Голубец      | 1:03,52.6 | 0+0+0+0 |

### Эстафета 4 Х 7,5 км
| Место | Страна | Спортсмен                                                        | Время | Стр. |
| ----- | ------ | ---------------------------------------------------------------- | ----- | ---- |
| 1     | ГДР    | Франк-Петер Рёч Матияс Якоб Андре Земиш Юрген Вирт               | …     | …    |
| 2     | СССР   | Дмитрий Васильев Юрий Кашкаров Александр Попов Валерий Медведцев | …     | …    |
| 3     | ФРГ    | Эрнст Райтер Герберт Фритценвенгер Петер Ангерер Фриц Фишер      | …     | …    |

## 4-й чемпионат мира по биатлону среди женщин

### Спринт 7,5 км
| Место | Страна   | Спортсмен        | Время | Стр. |
| ----- | -------- | ---------------- | ----- | ---- |
| 1     | СССР     | Елена Головина   | …     | …    |
| 2     | СССР     | Венера Чернышова | …     | …    |
| 3     | Норвегия | Анне Эльвебакк   | …     | …    |

### Индивидуальная гонка на 10 км
| Место | Страна    | Спортсмен     | Время | Стр. |
| ----- | --------- | ------------- | ----- | ---- |
| 1     | Норвегия  | Санна Грёнлид | …     | …    |
| 2     | СССР      | Кайя Парве    | …     | …    |
| 3     | Финляндия | Туйа Вуоксала | …     | …    |

### Эстафета 3 Х 5 км
| Место | Страна   | Спортсмен                                     | Время | Стр. |
| ----- | -------- | --------------------------------------------- | ----- | ---- |
| 1     | СССР     | Елена Головина Венера Чернышова Кайя Парве    | …     | …    |
| 2     | Швеция   | Ингер Бьёркбом Миа Стадиг Эва Корпела         | …     | …    |
| 3     | Норвегия | Анне Эльвебакк Санна Грёнлид Сив Бротен-Люнде | …     | …    |

## Общий зачет медалей
| Место | Страна       | Золото | Серебро | Бронза | Итого |
| ----- | ------------ | ------ | ------- | ------ | ----- |
| 1     | ГДР          | 3      | 1       | 1      | 5     |
| 2     | СССР         | 2      | 3       | 0      | 5     |
| 3     | Норвегия     | 1      | 0       | 2      | 3     |
| 4     | США          | 0      | 1       | 0      | 1     |
|       | Швеция       | 0      | 1       | 0      | 1     |
| 6     | Финляндия    | 0      | 0       | 1      | 1     |
|       | ФРГ          | 0      | 0       | 1      | 1     |
|       | Чехословакия | 0      | 0       | 1      | 1     |